# Траутман, Рихард
Рихард Траутман (нем. Richard Trautmann; род. 7 февраля 1969, Мюнхен) — немецкий дзюдоист и тренер по дзюдо, чемпион и призёр чемпионатов ФРГ и Германии, призёр чемпионата мира, бронзовый призёр двух Олимпиад, главный тренер мужской сборной Азербайджана по дзюдо (с февраля 2022 года).

## Карьера
Выступал в суперлёгкой весовой категории (до 60 кг). В 1988—1993 годах трижды становился чемпионом Германии, один раз серебряным и дважды бронзовым призёром национальных чемпионатов. В 1993 году стал бронзовым призёром чемпионата мира в Гамильтоне (Канада). На следующем чемпионате мира в Тибе (Япония) стал пятым.
На Олимпиаде 1992 года в Барселоне Траутманн последовательно победил представителя Сан-Марино Альберто Франчини, канадца Юэна Битона, ирландца Кейта Гофа и француза Филиппа Прадирола. В полуфинале немец уступил представителю Южной Кореи Юн Хёну, но в утешительной схватке победил венгра Йожефа Вагнера и выиграл бронзовую медаль.
На следующей Олимпиаде в Атланте Траутманн победил американца Клифтона Сунаду, представителя Белоруссии Натика Багирова, представителя Южной Кореи Ким Йонг Вона, но уступил итальянцу Джироламо Джовинаццо. В утешительной серии немец победил российского дзюдоиста Николая Ожегина и снова стал бронзовым призёром Олимпиады.
28 февраля 2022 года Траутман возглавил мужскую сборную Азербайджана по дзюдо. В 2024 году двое его подопечных, Хидаят Гейдаров и Зелим Коцоев, стали чемпионами мира и победителями Олимпиады в Париже. Распоряжением президента Азербайджанской Республики Ильхама Алиева от 13 августа 2024 года Рихард Траутман за высокие достижения на XXXIII Летних Олимпийских играх в Париже и заслуги в развитии азербайджанского спорта был награждён орденом «Слава». В 2025 году награждён званием «Лучший тренер мужской команды» Международной федерации дзюдо.